# Tatjana Đekanović
Tatjana Đekanović (ur. 25 lutego 1997 w Banja Luce) – bośniacka strzelczyni sportowa, uczestniczka igrzysk olimpijskich w Rio de Janeiro i Tokio. 

## Życiorys
Uczęszczała do gimnazjum w Tesliciu, a później poszła na studia na kierunku Inżynierii Przemysłowej i Zarządzaniu we Frankfurcie. Wystąpiła na igrzyskach europejskich w Baku. Następnie została mistrzynią Bośni i Hercegowiny oraz Republiki Serbskiej.
Wzięła udział w rywalizacji w strzelectwie z karabinu pneumatycznego z odległości 10 metrów na igrzyskach w 2016 roku. W kwalifikacjach uzyskała rezultat 410,8, który dał jej 35. miejsce w końcowej klasyfikacji. W 2021 roku ponownie wzięła udział w Letnich Igrzyskach Olimpijskich 2020, gdzie w konkurencji strzelania z karabinu pneumatycznego na 10 m zajęła 47. miejsce. 